# Éric Boullier
Éric René Boullier (Laval, 9 de novembro de 1973) é um engenheiro e dirigente esportivo francês. Ele foi o diretor de corridas da McLaren F1 Team de 2014 a 2018. Anteriormente foi o chefe de equipe da Renault F1 Team e da Lotus F1 Team, e vice-presidente da Associação das Equipes da Fórmula 1 (FOTA, na sua sigla em inglês) até sua dissolução depois de seis anos.

## Carreira
Boullier é formado pela escola de engenharia francesa Institut Polytechnique des Sciences Appliquées, onde estudou engenharia aeronáutica e espacial. Em 2002 ele assumiu o cargo de engenheiro chefe da equipe espanhola Racing Engineering, responsável pelo seu programa World Series by Nissan.
No início de 2003, ele se mudou para a equipe francesa DAMS para se tornar o diretor administrativo e técnico, incluindo a operação da A1 Team França.
No final de 2008, Boullier tornou-se o diretor executivo da Gravity Sport Management, onde era responsável por muitos jovens pilotos, incluindo Ho-Pin Tung, Adrien Tambay, Jérôme d'Ambrosio e Christian Vietoris.
Após a temporada de 2009, a equipe Renault F1 Team foi comprada pela empresa de investimentos Genii Capital. Uma das principais figuras da Genii é Gérard Lopez, que era um grande patrocinador da Gravity Sport. Em 5 de janeiro de 2010, Boullier foi anunciado como o novo chefe da equipe, apesar de nunca ter trabalhado na Fórmula 1 anteriormente.
A Renault F1 Team terminou em quinto no Campeonato Mundial de Construtores em 2010 e, após a retirada da Renault, a recém-renomeada equipe Lotus Renault GP terminou em quinto no Campeonato Mundial de Construtores em 2011. Boullier permaneceu nesse cargo mesmo após a equipe se transformar na Lotus F1 Team, em 2012, onde ele ficou até a temporada de 2013.
Em 24 de janeiro de 2014, Boullier renunciou ao cargo de chefe de equipe da Lotus F1 Team Limited. Com isso, Gérard Lopez assumiu responsabilidades como chefe da equipe Lotus F1 com efeito imediato.
Em 29 de janeiro de 2014, Boullier foi nomeado diretor de corrida da equipe de Fórmula 1 da McLaren por Ron Dennis, presidente e diretor executivo do McLaren Group. O anúncio foi feito como parte de uma revisão maior da gerência sênior na unidade de corrida do McLaren Group. Ele permaneceu nesta função até 4 de julho de 2018, quando a equipe britânica anunciou sua renúncia.
Em fevereiro de 2019, foi anunciado que Boullier assumiria uma nova função em sua carreira, ao fazer parte da organização do Grande Prêmio da França.